# Plymouth XX-500
La XX-500 è una dream car realizzata nel 1950 dalla casa automobilistica statunitense Chrysler e presentata con marchio Plymouth. Disegnata da Virgil Exner, direttore del reparto design della Chrysler, fu realizzata in Italia  dalla Ghia di Torino. Con la XX-500 si inaugurò una collaborazione tra Chrysler e Ghia che portò alla produzione di numerose concept car, come la Chrysler K-310 del 1951.